# Cidaroida
A Cidaroida a primitív tengerisünök Cidaroidea alosztályának egyetlen élő rendje. A többi rend a mezozoikumban kihalt. A tengerisünök legrégebbi rendje, sem perisztómás kopoltyúkkal, sem szferidiumokkal (sphaeridium) nem rendelkezik.

## Rendszerezés
- Cidaridae család
  - Aporocidaria nem
  - Cidaris nem
  - Eucidaris nem
  - Genocidaris nem
  - Lissocidaris nem
  - Stereocidaris nem
  - Stylocidaris nem
  - Tretocidaris nem
- Psychocidaridae család